# آوانگارد

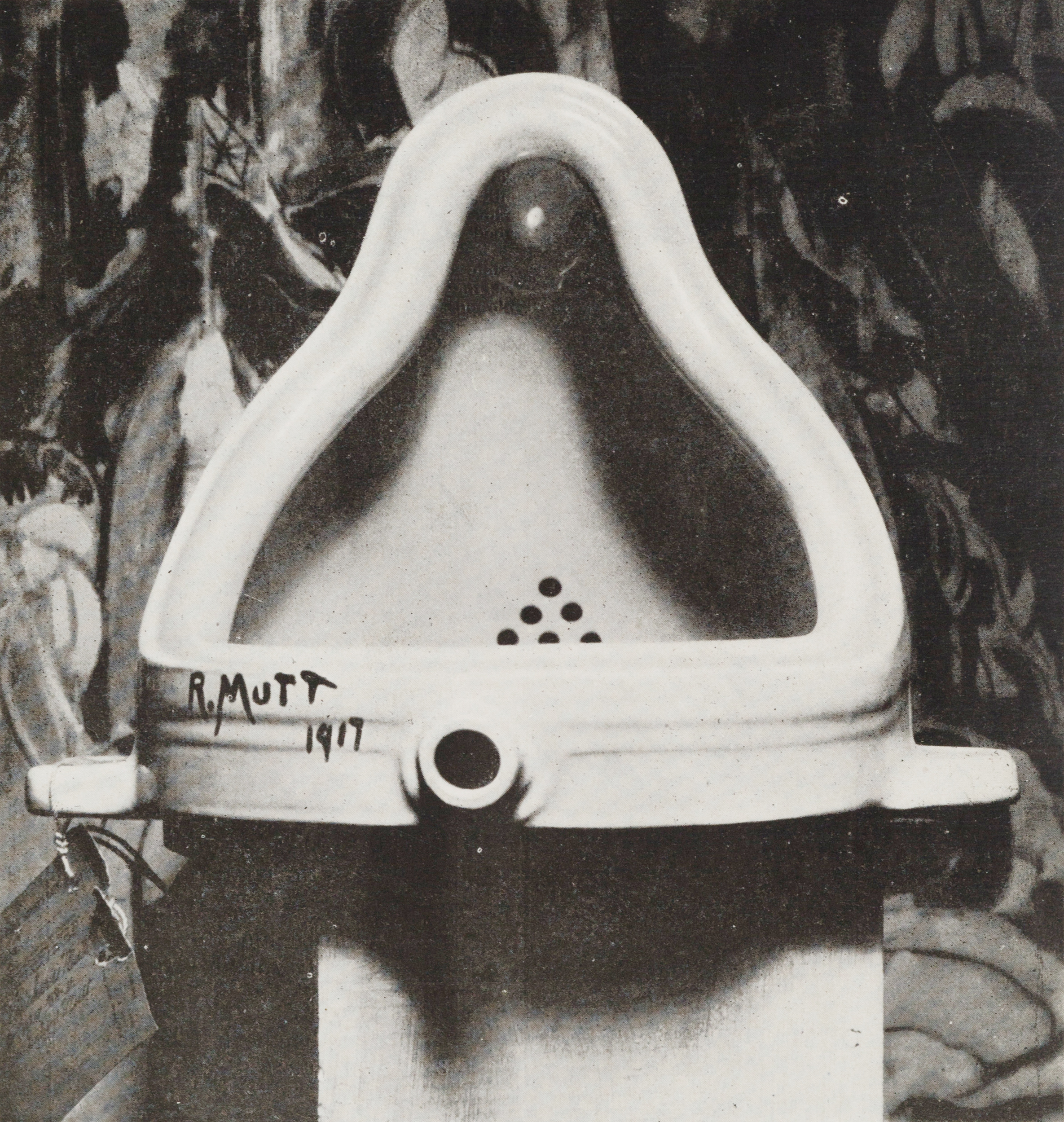
مارسل دوشان، چشمه

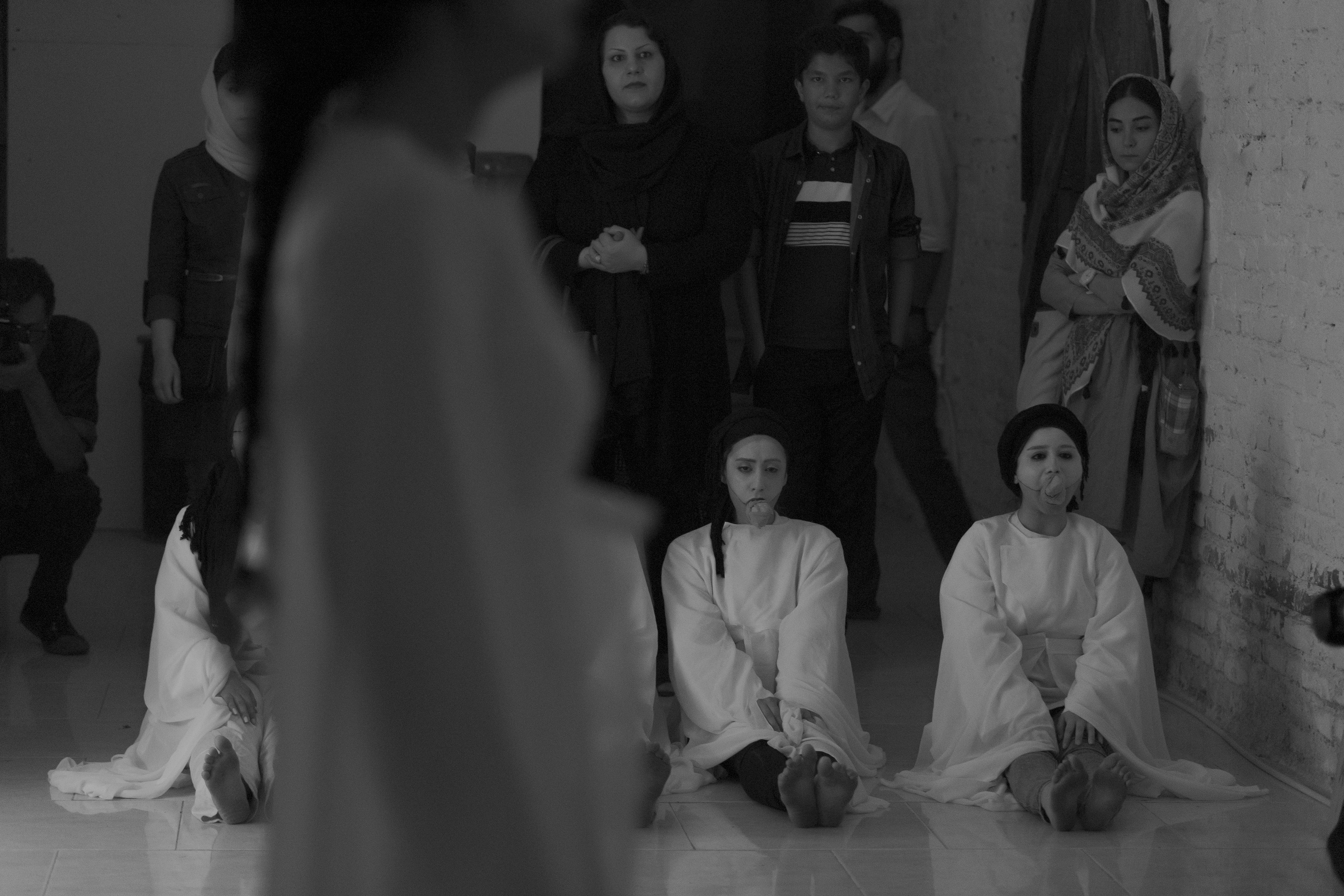
اجرای یک تئاتر آوانگارد پرفورمانس با عنوان «به دادمان برسید»، در تماشاخانه «دا» شهر تهران

آوانگارد (به فرانسوی: avant-garde) یا پیشرو به هنرمندان یا آثاری به ویژه در حیطهٔ هنر، گفته می‌شود که ماهیتی تجربی، رادیکال یا نوآورانه دارند و در یک دورهٔ معین، پیشروترین اسلوب‌ها یا مضامین را در آثارشان استفاده کرده‌اند و اغلب بانی جنبش‌های نو بوده‌اند.
پیشرو بودن بیانگر گرایشی است که هنجارهای پذیرفته شده در اجتماع را عموماً در حیطهٔ فرهنگ به چالش می‌کشد. مفهوم وجود آوانگارد از نظر برخی، یکی از ویژگی‌های اصلی «شخصیت» نوگرایی به‌شمار می‌آید، که جدای از پست‌مدرنیسم است. بسیاری از هنرمندان، در دوران مدرن و همچنین در عصر حاضر، خود را مرتبط با جنبش پیشرو دانسته‌اند: از جنبش دادا از طریق موقعیت‌گرایان تا هنرمندان پسامدرنی همچون شاعران زبان.

## تعریف
آوانگارد اصطلاحی استعاری است که در نظریه هنر و فلسفه سیاسی به کار می‌رود. در زبان فرانسه، آوانگارد به‌طور تحت اللفظی به معنای طلایه‌دارِ ارتش است.
این اصطلاح در اصل برای توصیف بخشی از ارتش که در حال پیشروی در میدان نبرد بود، استفاده می‌شد، و امروزه به هر گروهی - به‌ویژه هنرمندان - گفته می‌شود که خود را نوآور و جلوتر از اکثریت مردم می‌داند.
در ابتدا این اصطلاح در عرصه سیاسی برای اشاره به گروه‌های سیاسی جمهوری‌خواه یا سوسیالیست به کار می‌رفت و هنر آوانگارد نیز هنری دانسته می‌شد که گرایش‌های اجتماعی پیشرفته به سوی سوسیالیسم را بازنمایی کند. این اصطلاح همچنین دلالت بر ترویج اصلاحات اجتماعی رادیکال داشت.
از سال ۱۸۸۰ اصطلاح آوانگارد با جنبش‌های مربوط به نظریه «هنر برای هنر» گره خورد، که اولویتشان در درجه اول گسترش مرزهای تجربه زیبایی‌شناختی بود، تا اصلاحات گستردهٔ اجتماعی. از این زمان هنر آوانگارد پدیده هنری و فرهنگی پیشتازی شد که با شیوه‌های روز یا سنت‌های گذشته که بی‌معنی شده‌اند درافتد و سبکی نو دراندازد.

## نظریه‌پردازی آوانگاردیسم
نویسندگان متعددی در تلاش برای تعیین شاخصه‌های فعالیت آوانگارد با موفقیتی محدود روبرو شدند. یکی از مفیدترین و مورد احترام‌ترین تحلیل‌ها از آوانگاردیسم به مثابه پدیده‌ای فرهنگی متعلق به رساله‌نویس ایتالیایی، رناتو پوجولی* است که در کتابش به نام تئوری آوانگارد* در سال ۱۹۶۲ مطرح شده‌است. پس از بررسی وجوه تاریخی، اجتماعی، روانشناختی و فلسفی آوانگاردیسم، پوجیولی گسترهٔ تعمیم خود را فراتر از نمونه‌های منحصر به فرد هنر، شعر و موسیقی قرار می‌دهد تا نشان دهد که آوانگاردیست‌ها را می‌توان گروهی با آرمان‌ها و ارزش‌هایی مشترک دانست که تجلی آن سبک زندگی عصیان‌گرایانه‌ای است که انتخاب کرده‌اند، و این‌که فرهنگ آوانگارد را می‌توان شاخه‌ای از سبک زندگی بوهمین* به‌شمار آورد.

## تئاتر آوانگارد
در حالی که آوانگارد سابقه قابل توجهی در موسیقی قرن بیستم دارد، در تئاتر و پرفورمنس آرت، و اغلب همراه با نوآوری های موسیقی و طراحی صدا، و همچنین پیشرفت در طراحی رسانه های بصری، بارزتر است. جنبش‌هایی در تاریخ تئاتر وجود دارد که مشخصه آنها کمک به سنت‌های آوانگارد در ایالات متحده و اروپا است. از جمله Fluxus، Happenings و Neo-Dada هستند.

## آوانگارد در ادبیات فارسی
آوانگارد در ادبیات فارسی به جریانی اطلاق می‌شود که با تکیه بر نوآوری، عبور از سنت‌های پیشین و ارائه سبک‌ها و ایده‌های جدید، در پی خلق فضایی تازه در هنر و ادبیات است. این اصطلاح که ریشه‌ای فرانسوی دارد (Avant-garde)، به معنای "پیشرو" یا "طلایه‌دار" است و در ادبیات فارسی به نویسندگان و شاعرانی اشاره دارد که از قالب‌ها و اصول سنتی فاصله گرفته و در جستجوی بیان تازه‌ای برای اندیشه‌ها و احساسات خود بوده‌اند.

### ویژگی‌های ادبیات آوانگارد فارسی:
1. شکستن قالب‌های سنتی: شاعران و نویسندگان آوانگارد در ادبیات فارسی، همچون نیما یوشیج، احمد شاملو و فروغ فرخزاد، قالب‌های کلاسیک شعر فارسی مانند غزل، قصیده و مثنوی را کنار گذاشته و به خلق اشکال جدیدی همچون شعر نو و سپید پرداختند.
2. توجه به فردیت و آزادی بیان: این جریان بر فردیت و تجربه‌های شخصی تأکید دارد و سعی می‌کند صداهای خاموش جامعه یا احساسات درونی افراد را به تصویر بکشد.
3. ترکیب هنرها و فرم‌ها: بسیاری از آثار آوانگارد فارسی، با تلفیق هنرهای مختلف (نظیر نقاشی، موسیقی و سینما) و الهام از هنرهای مدرن غربی، به خلق اثری چندوجهی می‌پردازند.
4. موضوعات جدید و نوگرایانه: ادبیات آوانگارد فارسی، به مسائل مدرن همچون بحران هویت، تنهایی، جنسیت، شهرنشینی، تکنولوژی، جنگ و جهانی‌شدن می‌پردازد.
5. استفاده از زبان نو: زبان این آثار معمولاً ساده‌تر و صمیمی‌تر از زبان فاخر کلاسیک است و به زبانی نزدیک به گفتار روزمره گرایش دارد. با این حال، شاعران و نویسندگان این جریان، در استفاده از تصاویر بدیع و استعاره‌های نوآورانه نیز تبحر دارند.

### نمونه‌هایی از جریان آوانگارد در ادبیات فارسی:
1. شعر نو نیما: نیما یوشیج، پدر شعر نو فارسی، با خلق آثاری مانند "افسانه"، به عنوان یکی از طلایه‌داران این جریان شناخته می‌شود. او اصول عروض کلاسیک را به چالش کشید و با ایجاد وزن آزاد و ترکیب موسیقیایی خاص، راه را برای نسل‌های بعدی گشود.
2. احمد شاملو: شاملو با اشعار سپید خود، نه تنها به قالب‌های سنتی پشت کرد، بلکه مضامینی همچون آزادی، عدالت و انسان‌گرایی را وارد شعر فارسی کرد.
3. فروغ فرخزاد: فروغ با استفاده از زبانی ساده و صمیمی، احساسات زنانه، عشق و آزادی را به شکلی نو بیان کرد و یکی از تأثیرگذارترین چهره‌های آوانگارد فارسی شد.
4. صادق هدایت: هدایت در داستان‌نویسی فارسی، با آثاری چون "بوف کور"، از ادبیات رئالیستی عبور کرد و وارد حوزه‌های سورئالیسم و روان‌شناسی شد.
5. شعر پسانوگرا: شاعرانی همچون بیژن الهی، شمس لنگرودی، یدالله رویایی، کاوه کاکائی نژاد، محمد مختاری، علی باباچاهی، هوشنگ چالنگی، رضا براهنی، پرویز اسلام‌پور، منصور کوشان و آزیتا قهرمان با تأکید بر فرم‌های نو و تصاویر بدیع، ادبیات آوانگارد فارسی را در دهه‌های بعدی ادامه دادند.

### تأثیر آوانگارد در ادبیات فارسی:
جریان آوانگارد در ادبیات فارسی، تأثیرات عمیقی بر شکل‌گیری ادبیات مدرن و پست‌مدرن ایران داشته است. این جریان نه تنها راه‌های جدیدی برای بیان اندیشه‌ها گشود، بلکه به جامعه ادبی و هنری ایران کمک کرد تا با تحولات جهانی همگام شود و از حصار سنت‌ها و محدودیت‌های گذشته عبور کند.